# Poranopsis
Poranopsis – rodzaj roślin z rodziny powojowatych (Convolvulaceae). Obejmuje trzy gatunki. Występują one w południowej Azji na obszarze od Pakistanu po Chiny i Półwysep Indochiński, przy czym jeden z nich – Poranopsis paniculata został rozprzestrzeniony poza naturalny zasięg i rośnie na wszystkich kontynentach w strefie międzyzwrotnikowej. Roślina ta uprawiana jest jako ozdobna.

## Morfologia
PokrójLiany o pędach żółtawo lub szarawo owłosionych, kosmato lub jedwabiście, czasem łysiejących.
LiściePojedyncze, ogonkowe, sercowato-jajowate, od spodu gęsto owłosione.
KwiatyDrobne (do 8 mm długości), zwykle wonne, zebrane w wiechy wyrastające w kątach liści i szczytowo. Podkwiatki wyrastają parami u nasady kielicha i są łuskowate. Szypułka cienka. Działki kielicha są wolne, nierówno się powiększają w czasie owocowania, kiedy trzy zewnętrzne otaczają owoc. Korona lejkowata, biała, podzielona na 5 łatek. Pręciki schowane lub wystają z rurki korony. Pylniki są elipsoidalne, otwierają się podłużnym pęknięciem. Dysk miodnikowy ma postać pierścienia lub brak go zupełnie. Zalążnia jednokomorowa z czterema zalążkami. Szyjka słupka pojedyncza zakończona dwoma kulistawymi znamionami.
OwocePapierzaste, niepękające, zawierające pojedyncze, gładkie nasiono.

## Systematyka
Pozycja systematyczna
Rodzaj z plemienia Cardiochlamyeae z podrodziny Cardiochlamydeae w obrębie rodziny powojowatych (Convolvulaceae).
Wykaz gatunków
- Poranopsis discifera (C.K.Schneid.) Staples
- Poranopsis paniculata (Roxb.) Roberty
- Poranopsis sinensis (Hand.-Mazz.) Staples